# 博康-利尼
博康-利尼（法語：Beaucamps-Ligny，法語發音：[bokɑ̃ liɲi]）是法国上法蘭西大區北部省的一个市镇，位于该省中部普西南，属于里尔区和里尔欧洲都会区。该市镇于1927年由原市镇博康（Beaucamps）和利尼（Ligny）合并而成。

## 地理
博康-利尼（50°36'17"N, 2°55'0"E）面积5.04 平方千米，位于法国上法蘭西大區北部省，该省份为法国最北部的省份及最长的省份，西北濒北海，西接加来海峡省，南至埃纳省和索姆省，东与比利时接壤。
与博康-利尼接壤的市镇（或旧市镇、城区）包括：韦普地区拉丹盖姆、桑特、瓦夫兰、埃尔坎盖姆勒塞克、埃科贝克、韦普地区富尔讷、阿莱讷莱欧布尔丹、勒迈尼勒。
博康-利尼的时区为UTC+01:00、UTC+02:00（夏令时）。

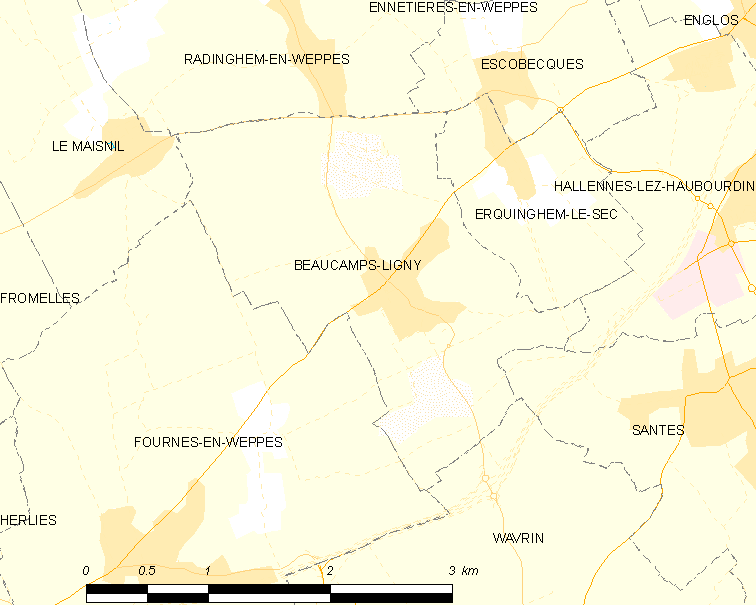
博康-利尼的OSM定位图

## 行政
博康-利尼的邮政编码为59134，INSEE市镇编码为59056。

## 政治
博康-利尼所属的省级选区为里尔第六县。

## 人口

1962-2008年间博康-利尼人口变化图示

博康-利尼于2022年1月1日时的人口数量为845人。